# Soledad Núñez
María Soledad Núñez Méndez (sinh ngày 9 tháng 4 năm 1983) là nữ kỹ sư xây dựng và chính trị gia người Paraguay. Cô là ứng cử viên trong cuộc tổng tuyển cử Paraguay năm 2023 với tư cách là đại diện người tranh cử của Efraín Alegre. Trước đây, cô từng giữ chức vụ Ban thư ký quốc gia về lĩnh vực Nhà ở và Môi trường Paraguay nhiệm kỳ 2014–2018.